# 朝戸峠
朝戸峠（あさととうげ）は、鹿児島県奄美市名瀬町にある峠。

## 概要
名瀬中心部南側に位置し、名瀬から住用、古仁屋方面に向かう際に最初にぶつかる峠である。峠の西側には大川ダムがある。かつては国道58号の一部だったが、峠下に朝戸トンネルが開通すると旧道となり交通量は激減した。奄美大島では県道や国道が整備される以前、北から順に長雲峠、本茶峠、朝戸峠、和瀬峠、三太郎峠、網野子峠、地頭峠と並ぶ南北に伸びる尾根筋を中心に、尾根筋から集落へと通じる切通が整備されていた。

## 歴史
1943年（昭和18年）3月6日 名瀬から古仁屋までの県道が国道特38号線に制定され、朝戸峠もその一部となる。戦後、日本に奄美大島が日本に復帰してから国道58号として制定されたが1993年（平成5年）11月峠下に朝戸トンネルが開通し旧道となった。

## ギャラリー

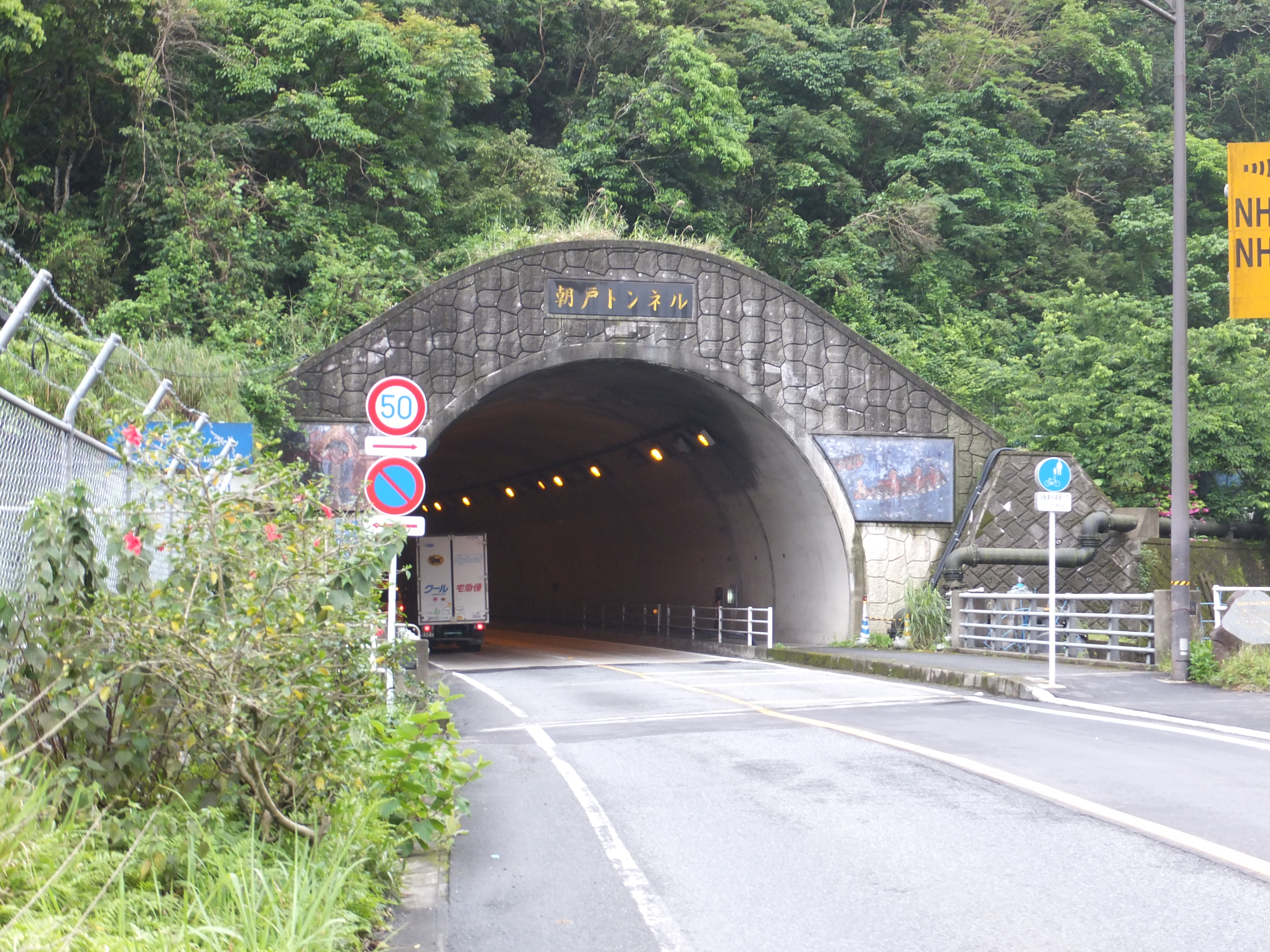
峠下を通る朝戸トンネル。